# Neauphle-le-Vieux
Neauphle-le-Vieux é uma comuna francesa, situada no departamento de Yvelines na região de Île-de-France.